# Vannecourt
Vannecourt – miejscowość i gmina we Francji, w regionie Grand Est, w departamencie Mozela.
Według danych na rok 1990 gminę zamieszkiwały 83 osoby, a gęstość zaludnienia wynosiła 9 osób/km² (wśród 2335 gmin Lotaryngii Vannecourt plasuje się na 962. miejscu pod względem liczby ludności, natomiast pod względem powierzchni na miejscu 652.).